# Go-Saga
Go-Saga (後嵯峨天皇 Go-Saga-tennō; 1º aprile 1220 – 17 marzo 1272) è stato l'88º imperatore del Giappone secondo il tradizionale ordine di successione.

## Biografia
Il suo regno ebbe inizio nel 1242 terminando poi nel 1246. Il suo nome personale era Kunihito-shinnō (邦仁親王?, Kunihito-shinnō).
Era imparentato sia con l'imperatore Tsuchimikado, di cui era il secondo figlio, che con l'imperatore Shijō, di cui era lontano cugino. Dall'imperatrice Saionji (Fujiwara) no Yoshi-ko (西園寺（藤原）姞子 ebbe, fra gli altri figli, il principe Hisahito (久仁親王) (diventato poi l'imperatore Go-Fukakusa) e Tsunehito (恒仁親王) (diventato poi l'imperatore Kameyama).
Alla sua morte il corpo venne seppellito al Saga no minami no Misasagi, città di Kyoto.
Il suo nome è incluso nella lista dei Trentasei nuovi immortali della poesia.